# Бубіс Євген Васильович
Євген Васильович Бубіс (Павлов) (нар. 8 березня 1949) — радянський молдовський футболіст, нападник та півзахисник. Колишній президент Асоціації пляжного футболу Молдови.

## Життєпис
Євген Павлов розпочинав футбольну кар'єру в молдовських командах класу «Б» — третій за силою ліги радянського футболу — «Енергія» Тирасполь (1 зона УРСР 1967) та «Будіндустрія» Бєльці (1 зона УРСР 1968). У 1969-1970 роках грав у другій за силою лізі за «Шахтар» Караганда. По ходу сезону 1970 року перейшов в інший казахстанський клуб — «Цементник» Семипалатинськ, який виступав в зоні четвертої по силі ліги — класі «Б». 1971 року розпочав в команді, перейменованої в «Спартак», у другій лізі (третій рівень), потім перейшов у пермську «Зірку», в складі якої провів два наступні сезони в першій лізі. У 1974 році перейшов у команду вищої ліги «Ністру» Кишинів, за яку дебютував 14 березня в першому матчі 1/16 фіналу Кубку СРСР проти одеського «Чорноморця» (0: 0) — вийшов на заміну на 50-й хвилині, але на 82-й був замінений.. У гостьовому матчі-відповіді чотири дні по тому (0:3) відіграв перші 75 хвилин. Єдину гру в чемпіонаті зіграв 12 квітня в першому турі в гостях проти «Дніпра» (0:2) — замінений на 53-й хвилині. Наступного року перебував у складі іншої команди вищої ліги — СКА (Ростов-на-Дону), але провів лише один матч за дублюючий склад. Завершив кар'єру 1976 року в команді другої ліги «Локомотив» (Вінниця).
Після 2008 року змінив прізвище на прізвище дружини Анни Бубіс. Колишній президент Асоціації пляжного футболу Молдови.